# Careva Ćuprija
Careva Ćuprija är en ort i Bosnien och Hercegovina. Den ligger i den centrala delen av landet, 50 km norr om huvudstaden Sarajevo. Careva Ćuprija ligger 384 meter över havet och antalet invånare är 3 954.
Terrängen runt Careva Ćuprija är huvudsakligen kuperad. Careva Ćuprija ligger nere i en dal.Närmaste större samhälle är Banovići, 17,3 km norr om Careva Ćuprija. 
I omgivningarna runt Careva Ćuprija växer i huvudsak blandskog. Runt Careva Ćuprija är det ganska tätbefolkat, med 93 invånare per kvadratkilometer.